# Amahibariyati
Amahibariyati – gaun wikas samiti we wschodniej części Nepalu w strefie Kośi w dystrykcie Morang. Według nepalskiego spisu powszechnego z 2001 roku liczył on 1217 gospodarstw domowych i 6020 mieszkańców (2913 kobiet i 3107 mężczyzn).